# Sciades
Genre
Synonymes
- Ariopsis Gill, 1861[1]
- Leptarius Gill, 1863[1]
- Sciadeichthys Bleeker, 1858[1]
- Selenaspis Bleeker, 1858[1]

Sciades est un genre de poissons-chats marins qui se rencontrent surtout dans l'océan Atlantique, la mer des Caraïbes, les côtes de l'Amérique centrale et de l'Amérique du Sud.

## Systématique
Le genre Ariopsis a été fusionné avec Sciades par certaines autorités.

## Répartition
Une seule espèce, Sciades dowii, est connue du côté Pacifique du Panama à l'Équateur. Une autre espèce, Sciades paucus, est une forme d'eau douce en Australie. L'espèce Sciades sona est, quant à elle, largement répandue le long des côtes de l'Océan Indien dans l'est de Asie du Sud jusqu'en Polynésie.

## Liste d'espèces
Selon World Register of Marine Species (7 octobre 2020) :
- Sciades couma (Valenciennes, 1840)
- Sciades dowii (T. N. Gill, 1863)
- Sciades herzbergii (Bloch, 1794)
- Sciades parkeri (Traill, 1832)
- Sciades passany (Valenciennes, 1840)
- Sciades paucus (Kailola, 2000)
- Sciades proops (Valenciennes, 1840) - le Mâchoiron crucifix
- Sciades sona (F. Hamilton, 1822)